# Reineta Colorada
Reineta Colorada es el nombre de una variedad cultivar de manzano (Malus domestica). Esta manzana está cultivada en la Estación de fruticultura de Madridanos, así como en diversos viveros entre ellos algunos dedicados a conservación de árboles frutales en peligro de desaparición. Esta manzana es originaria de la  Provincia de Zamora en Santiago de la Requejada en la comarca de Sanabria, donde tuvo su mejor época de cultivo comercial anteriormente a la década de 1960, y actualmente en menor medida aún se encuentra.

## Sinónimos
- "Manzana Reineta Colorada",[5][7]
- "Colorada 1056".[8]

## Historia
'Reineta Colorada' es una variedad de la provincia de Zamora en la comarca de Sanabria. El cultivo del manzano en Zamora en superficies importantes se remonta a finales del siglo XX; el abandono del campo y la emigración de los habitantes a la ciudad impulsó la plantación de miles de árboles de manzana en la década de los años 80. Actualmente en Santiago de la Requejada, por ejemplo, uno de los pueblos con mayor número de plantaciones de árboles frutales, hay cientos de árboles semi abandonados por falta de cuidado y por la escasa rentabilidad de la recolección, ya que los consumidores compran las manzanas selectas foráneas de las grandes superficies de venta.
'Reineta Colorada' está considerada incluida en las variedades locales autóctonas muy antiguas, cuyo cultivo se centraba en comarcas muy definidas. Se caracterizaban por su buena adaptación a sus ecosistemas y podrían tener interés genético en virtud de su adaptación. Se encontraban diseminadas por todas las regiones fruteras españolas, aunque eran especialmente frecuentes en la España húmeda. Estas se podían clasificar en dos subgrupos: de mesa y de sidra (aunque algunas tenían aptitud mixta).
'Reineta Colorada' es una variedad clasificada como de mesa, difundido su cultivo en el pasado por los viveros comerciales y cuyo cultivo en la actualidad se ha reducido a huertos familiares y jardines privados.

## Características
El manzano de la variedad 'Reineta Colorada' tiene un vigor fuerte a muy fuerte; porte semi erecto; tubo del cáliz estrecho y alargado en forma de embudo, y con los estambres insertos por encima de la media y conserva el pistilo fuerte.
La variedad de manzana 'Reineta Colorada' tiene un fruto de tamaño medianamente grande; forma ovoide con leve o marcado acostillado, y con contorno esférico irregular; piel fuerte; con color de fondo amarillo limón, importancia del sobre color medio, color del sobre color rojo, distribución del sobre color chapa/pinceladas, presenta chapa rojo ciclamen con pinceladas más o menos intensas en la zona de insolación, acusa punteado numeroso, pequeño, ruginoso, entremezclado con alguna raya también ruginosa, y una sensibilidad al "russeting" (pardeamiento áspero superficial que presentan algunas variedades) débil; pedúnculo largo, fino, ensanchándose en su extremo superior, leñoso y levemente rojizo, anchura de la cavidad peduncular medianamente amplia, profundidad de la cavidad pedúncular es profunda, bordes ondulados, fondo liso o con leve chapa ruginosa, y con importancia del "russeting" en cavidad peduncular débil; anchura de la cavidad calicina estrecha, profundidad de la cav. calicina casi superficial o poco profunda, fondo arrugado, bordes ondulados, y con importancia del "russeting" en cavidad calicina débil; ojo pequeño, cerrado o entreabierto; sépalos triangulares, finos con puntas vueltas, lanosos, de color verde grisáceo.
Carne de color crema; textura crujiente a la vez que cuando madura se hace un poco harinosa; sabor característico de la variedad, ligeramente acidulado; corazón semi-alargado; eje abierto; celdas alargadas, cartilaginosas y rayadas de blanco entremezcladas con lanosidad; semillas grandes y anchas.
La manzana 'Reineta Colorada' tiene una época de maduración y recolección muy tardía, en invierno, es una variedad que madura entre finales de noviembre-principio de enero. Buena calidad gustativa con pulpa firme, agridulce y aromática. Tiene uso mixto pues se usa como manzana de mesa fresca, y para repostería empleadas frecuentemente para asar.